# Рекоаро-Терме
Рекоаро-Терме (итал. Recoaro Terme) — коммуна в Италии, располагается в провинции Виченца области Венеция.
Население составляет 7270 человек, плотность населения составляет 121 чел./км². Занимает площадь 60,06 км². Почтовый индекс — 36076. Телефонный код — 0445.
Покровителем населённого пункта считается святой Антоний Великий. Праздник ежегодно празднуется 17 января.

## Города-побратимы
- Нойштадт-ан-дер-Донау, Германия (1989)